# Renault Rapid
Renault Rapid (type 40) var et leisure activity vehicle fra den franske bilfabrikant Renault, som kom på markedet i marts 1986 som efterfølger for de meget succesfulde modeller Renault 4 F4 og F6. Ud over betegnelsen Rapid blev modellen i bl.a. Frankrig, Spanien, Østrig, Schweiz og Italien også solgt som Renault Express, og i Storbritannien og Irland som Renault Extra.

## Opbygning
Teknisk set var Rapid baseret på anden generation af Renault 5. Med denne model var den også − med undtagelse af et par stilistiske ændringer − identisk frem til A-søjlen. Også instrumentbræt, undervogn og fordøre kom uændret fra den femdørs Renault 5.
Bemærkelsesværdigt for Rapid i forhold til Renault 5 var den ca. 15 cm forlængede akselafstand, det forhøjede tag over førerkabinen samt kassepåbygningen bag B-søjlen. Bilen fandtes som blændet eller delglaseret kassevogn med op til to siddepladser, kombi med fem siddepladser, som pickup samt fra fabrikken også som handicaptransporter eller med diverse specialopbygninger (kølebil, værkstedsbil mv.).
Kassevognen fandtes såvel med to sidehængslede fløjdøre bagpå samt med en stor tophængslet bagklap. Ligesom forgængerne Renault 4 F4 og F6 havde Rapid separate hjulophæng fortil (med MacPherson-fjederben) og bagtil, hvor lignende biler som Volkswagen Caddy, Opel Combo m.fl. ofte havde stiv bagaksel med bladfjedre.

## Modelserier
Faceliftene fulgte − ligesom hos Renault i øvrigt − i flere såkaldte phaser.
Den første serie (Phase I) blev bygget mellem foråret 1986 og sommeren 1991. Her solgte Renault for første gang en lille transporter med 1,6-liters dieselmotor (40 kW (55 hk)) samt benzinmotorerne fra Renault 5. Denne model kan kendes på de næsten vinkelret stående forlygter.
I sommeren 1991 fulgte et facelift til Phase II. Motorprogrammet blev ændret til delvist at omfatte motorer fra Renault Clio heriblandt en 1,9-liters dieselmotor med 47 kW (64 hk). Denne motor med betegnelsen "F8Q" bruges i modificeret form i dag stadigvæk i diverse bilmodeller fra Renault og Nissan. Denne model kan kendes på den moderniserede kølergrill, som hovedsageligt er lavet i gråt kunststof.
Phase III blev bygget fra starten af 1994 og frem til afløseren Kangoos introduktion. De største forskelle består i bedre materialer, kølergrillen i bilens farve samt de let modificerede baglygter. Mod merpris kunne denne model også fås med airbag. Ikke kun sikkerhedsudstyret blev forbedret, men også komfortudstyret som f.eks. centrallåsesystem med fjernbetjening. I Phase III udgik 1,6-liters dieselmotoren, som blev afløst af en effektreduceret 1,9-liters dieselmotor med 40 kW (55 hk).
- Renault Rapid (1991–1994)
- Renault Rapid (1994–1997)
- En Renault Rapid fra Deutsche Telekoms datterselskab T-Service på Museum für Kommunikation Frankfurts depot i Heusenstamm

I oktober 1997 blev produktionen af Rapid afsluttet, hvorefter modellen blev afløst af Renault Kangoo.

## Tekniske data
| Model         | Slagvolume cm³ | Max. effekt kW (hk) / omdr. | Drejningsmoment Nm / omdr. | 0-100 km/t sek. | Byggeår     |
| ------------- | -------------- | --------------------------- | -------------------------- | --------------- | ----------- |
| Benzinmotorer |                |                             |                            |                 |             |
| 1.1           | 1108           | 33 (45) / 4400              | 85 / 2000                  | 20,1            | 1986 − 1991 |
| 1.2           | 1171           | 40 (55) / 6000              | 84 / 3500                  | 16,5            | 1991 − 1997 |
| 1.2           | 1239           | 40 (54) / 5300              | 90 / 4800                  | 16,5            | 1995 − 1997 |
| 1.4           | 1397           | 44 (60) / 5250              | 101 / 2750                 |                 | 1986 − 1990 |
| 1.4           | 1397           | 43 (58) / 5000              | 100 / 3500                 | 14,5            | 1988 − 1991 |
| 1.4 kat.      | 1397           | 43 (58) / 5000              | 100 / 3500                 | 14,5            | 1988 − 1997 |
| 1.4           | 1390           | 55 (75) / 5600              | 109 / 4000                 |                 | 1991 − 1997 |
| Dieselmotorer |                |                             |                            |                 |             |
| 1.6 d         | 1595           | 40 (55) / 4800              | 102 / 2250                 | 17,8            | 1986 − 1991 |
| 1.9 d         | 1870           | 40 (55)                     |                            | 18,5            | 1995 − 1997 |
| 1.9 d         | 1870           | 47 (64) / 4500              | 118 / 2250                 | 16,5            | 1991 − 1997 |